# Informe Summers

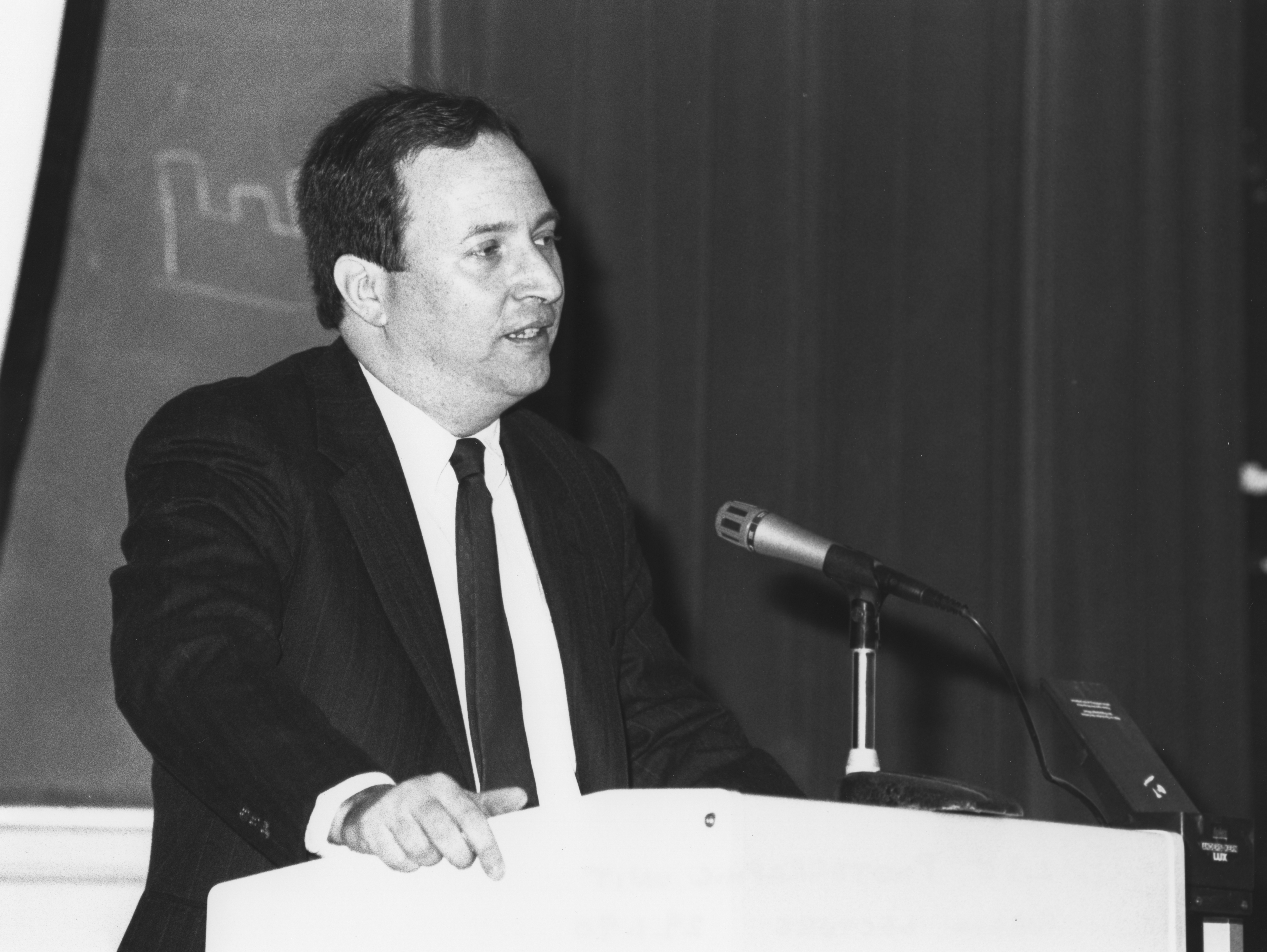
Larry Summers en 1990

El Informe Summers fue un memorando de 1991 sobre la liberalización del comercio, escrito por Lant Pritchett y firmado por Lawrence Summers, mientras este último era Economista en Jefe del Banco Mundial. Se incluyó una sección, que tanto Summers como Pritchett afirman que era sarcástica, que sugería realizar el vertido de desechos tóxicos en países del tercer mundo para la percepción de beneficios económicos.
Después de que el material se filtró, Pritchett (que era subordinado de Summers), declaró que él había escrito el memo y Summers sólo la había firmado, y que pretendía ser "sarcástico". De acuerdo con Pritchett, el memo tal como se filtró había sido retocado para eliminar el contexto y la intención irónica, y era "un fraude y una falsificación deliberada para desacreditar a Larry y al Banco Mundial". Esta interpretación se ve reforzada por la última frase del fragmento filtrado, el cual señala que "El problema con los argumentos en contra de todas estas propuestas por más contaminación en los países subdesarrollados... podrían invertirse y ser usados más o menos eficazmente contra cualquier propuesta del Banco para la liberalización." Es decir, que parece ser una reductio ad absurdum de los argumentos de los economistas ortodoxos de libre mercado que estaban en boga en el momento en que el memo fue escrito.
Daniel Hausman y Michael McPherson han argumentado que la sección satírica podría aparentemente estar basada en la economía como una ciencia, pero en realidad contiene fuertes premisas morales que no se pueden obviar y que de todas formas dejan el argumento intacto. El Secretario de Medio Ambiente de Brasil, José Lutzenberger, sostuvo que demostraba "la arrogante ignorancia de muchos de los 'economistas' convencionales respecto a la naturaleza del mundo en que vivimos"

## Extracto del texto
El siguiente extracto ha sido publicado en numerosos sitios web.:

FECHA: 12 de diciembre 1991 
A: Distribución 
FR: Lawrence H. Summers
Tema: GEP

Industrias 'Sucias': Sólo entre nosotros, ¿no debería el Banco Mundial incentivar la migración de industrias sucias a los PSD [países subdesarrollados]? Puedo pensar en tres razones:
1) Las mediciones de los costos de la contaminación insalubre depende de la merma de los ingresos no percibidos por causa de la mayor morbilidad y mortalidad. Desde este punto de vista una cantidad dada de contaminación insalubre debería hacerse en el país con el menor costo, que será el país con los salarios más bajos. Creo que la lógica económica detrás del vertido de una carga de basura tóxica en el país de menor salario es impecable, y debemos hacernos cargo de eso.
2) Es factible que los costos de la contaminación sean no lineales dado que los incrementos iniciales de contaminación probablemente tienen un costo muy bajo. Siempre he pensado que los países menos poblados de África están en gran medida SUB-contaminados, la calidad del aire probablemente es extremadamente e ineficientemente baja en comparación con Los Angeles o México DF. Sólo los hechos lamentables de que tanta contaminación es generada por las industrias no relocalizables (transporte, generación eléctrica) y que los costos unitarios de transporte de los residuos sólidos son tan altos, impiden el intercambio, benéfico para el mundo, de contaminación aérea y de residuos.
3) La demanda por un medio ambiente limpio debido a razones estéticas y de salud probablemente tenga una elasticidad-renta muy alta. La preocupación por un agente que causa un cambio de uno en un millón en las posibilidades de cáncer de prostático obviamente va a ser mucho más alta en un país donde las personas sobreviven para llegar a tener cáncer prostático, que en un país donde la mortalidad infantil de menores de 5 años es de 200 por mil. Además, gran parte de la preocupación por la descarga atmosférica industrial concierne a las partículas que obstaculizan la visibilidad. Estas descargas pueden tener un muy pequeño impacto directo para la salud. Claramente, el comercio de bienes que representan las preocupaciones estéticas por contaminación podrían mejorar el bienestar. Mientras que la producción es móvil el consumo de aire saludable es no comercializable.

El problema con los argumentos en contra de todas estas propuestas para más contaminación en los países subdesarrollados (derechos intrínsecos a ciertos bienes, razones morales, preocupaciones sociales, falta de mercados adecuados, etc.) podrían ser invertidos y usados más o menos efectivamente contra cualquier propuesta del Banco para la liberalización.
Lawrence Summers